# Hubert van Es

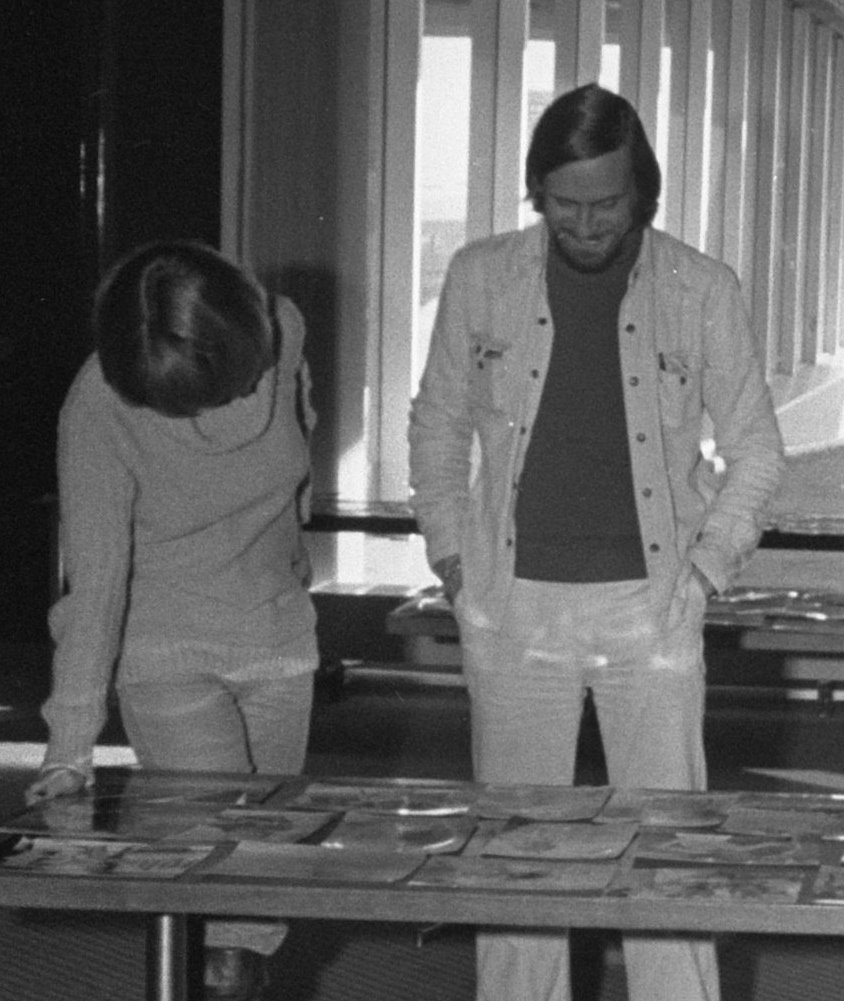
Hubert van Es (1977)

Hubert „Hugh“ van Es (* 6. Juli 1941 in Hilversum, Niederlande; † 15. Mai 2009 in Hongkong) war ein niederländischer Fotojournalist, bekannt durch seine Fotografien aus dem Vietnamkrieg.

## Leben
Van Es hatte schon in frühen Jahren den Wunsch, Fotograf zu werden. Sein großes Vorbild war der Kriegsfotograf Robert Capa. Nach seinem Schulabschluss hatte er Jobs bei verschiedenen niederländischen Zeitungen. 1967 ging er nach Hongkong, wo er als Fotograf bei der South China Morning Post anfing. 1968 heuerte er bei NBC News als Tontechniker an und kam nach Vietnam. Als Fotograf arbeitete er dort von 1969 bis 1972 bei Associated Press und von 1972 bis 1975 für United Press International.
Berühmt wurde er durch ein Foto vom 29. April 1975, das er vom Haus der Nachrichtenagentur United Press International aus schoss, einen Tag vor der Einnahme Saigons durch nordvietnamesische Truppen. Das Bild zeigt die Evakuierung eines Gebäudes über das Dach; Menschen drängen sich von einem Flachdach über eine Leiter auf das Dach eines Gebäudeaufbaus, wo ein Hubschrauber wartet. Unzutreffenderweise wurde der Vorgang oft als Flucht aus der amerikanischen Botschaft betitelt, es handelt sich aber tatsächlich um ein Appartementgebäude der CIA.
Van Es blieb nach dem Vietnamkrieg in Hongkong, wo er bereits 1970 geheiratet hatte.
Spätere Einsätze führten ihn u. a. zu den muslimischen Moro-Rebellen auf den Südphilippinen und nach Afghanistan zu Beginn der sowjetischen Invasion.